# オランダ靴の謎
『オランダ靴の謎』（オランダぐつのなぞ、The Dutch Shoe Mystery）は、1931年に発表されたエラリー・クイーンの長編推理小説。
エラリー・クイーン（作者と同名の探偵）が登場する作品であり、タイトルに国名が含まれる、いわゆる「国名シリーズ」の第3作である。

## あらすじ
風変わりな富豪、老婦人アビゲイル・ドールンが、自らが創設したオランダ記念病院の手術室の準備室で、胆嚢の摘出手術を前に糖尿病の昏睡状態で病院のベッドに横たわっている。手術が始まろうとする時、患者は針金で絞殺されているのが発見される。病院は混雑しているが、警備は万全で、彼女を殺害できたのは、彼女の家族や少数の医療関係者など限られた人間だけである。
犯人と思われるのは、実際に被害者の近くで目撃された外科スタッフの一人だが、足が悪いため簡単になりすますことができる。エラリー・クイーンは一足の病院靴を調べるが、そのうちの一足はレースが切れており、外科用テープで補修されていた。彼はその靴と、書類棚の位置などのわずかな手がかりから延々と論理的な推理を行い、犯人に必要な特徴をリストアップして、容疑者を一人の意外な可能性にまで絞り込んでいく。

## 主な登場人物
- ジョン・ミンチェン博士 - オランダ記念病院の役員。エラリーの友人。
- アビゲイル・ドールン - 被害者。オランダ記念病院の創立者。自分の病院を視察、巡回中に階段から転げ落ち入院している。
- ハルダ・ドールン - アビゲイルの娘で後継者。
- サラ・フラー -  アビゲイルの世話係。長年の友人で相談相手。
- フランシス・ジャニー医師 - 外科主任。ドールン夫人を母親のように思っており、執刀医を務める。
- ルシール・プライス - 看護婦。ジャニー医師の助手。
- グレース・オバーマン - 看護婦。
- アーサー・レスリー医師 - 外科医。ジャニー外科主任の部下。
- フローレンス・ベンソニー医師 - 産科医。
- ルシアス・ダニング医師 - 心療内科医。
- エドワード・バイヤース医師 - 麻酔医。
- トマス・スワンソン - 謎の人物。
- モリッツ・ニーゼル - 科学者。新合金の開発研究をしている。
- フィリップ・モアハウス - 弁護士。
- エラリー・クイーン - 推理作家。本作の主人公で名探偵。
- リチャード・クイーン警視 - エラリーの父親。
- ジューナ - クイーン家の召使だが、家族のような存在。
- トマス・ヴェリー部長 - ニューヨーク市警の部長刑事。リチャード・クイーン警視の部下。現場の陣頭指揮を執る。
- サムエル・プラウティ医師 - ニューヨーク市警の医務検査官。
- ヘンリー・サンプスン - 地方検事。クイーン父子とは昵懇。

## 提示される謎
- クローズド・サークル（病院）
- 病院内という閉ざされた空間で、入院患者や医師が犯人なら、逃げ出せない反面、凶行が継続する危険性が内在する。

## 特徴
- 病院の見取り図が巻頭に掲載されている。
- 各章は「手術 Operation」（(殺人犯の)稼働、開始のダブルミーニング）から始まる「～tion（邦題は漢字2字の単語）」で統一されている。

## 作品の評価
- EQアンケート102位
- エラリー・クイーン・ファンクラブ会員40名の採点による「クイーン長編ランキング」[1]で、本作品は4位に評価されている[注 1]。
- 「東西ミステリーベスト100」（『週刊文春』）1985年版で、本作品は90位にランクされている[注 2]。

## 日本語訳書
- 『オランダ靴の謎』 中村有希訳、創元推理文庫。ISBN 978-4488104382 新訳版
- 『オランダ靴の秘密』 越前敏弥・国弘喜美代共訳、角川文庫。ISBN 978-4041007099 新訳版
- 『オランダ靴の謎』 井上勇・中島河太郎共訳、東京創元社
  - 『オランダ靴の謎』 井上勇訳、創元推理文庫（新版）
- 『オランダ靴の秘密』 二宮佳景訳、ハヤカワ・ポケット・ミステリ
- 『オランダ靴の秘密』 宇野利泰訳、ハヤカワ・ミステリ文庫